# Franzhorn
Das Franzhorn ist ein Naturschutzgebiet in der niedersächsischen Gemeinde  Gnarrenburg im Landkreis Rotenburg (Wümme).

## Naturschutzgebiet
Das Naturschutzgebiet mit dem Kennzeichen NSG LÜ 331 ist 183 Hektar groß. Das gleichnamige, knapp 144 Hektar große FFH-Gebiet ist vollständig Bestandteil des Naturschutzgebietes. 41,8 Hektar sind seit 1972 als Naturwald ausgewiesen. Das Gebiet steht seit dem 1. November 2018 unter Naturschutz. Zuständige untere Naturschutzbehörde ist der Landkreis Rotenburg (Wümme).
Das Naturschutzgebiet liegt südwestlich von Bremervörde. Es stellt ein Waldgebiet auf einer in östliche Richtungen abfallenden Moräne der Wesermünder Geest am Rande einer Moorniederung im Norden des Teufelsmoores unter Schutz. Auf der Moräne stocken Buchenwald, Eichen-Buchenwald und Eichen-Hainbuchenwald, in sickernassen Senken auch Erlenbruch- und Erlen-Eschenwald auf einem historisch alten Waldstandort. Die Buchenwälder sind in erster Linie als Hainsimsen-Buchenwald mit Drahtschmielen und Flattergras ausgeprägt. Die Wälder verfügen über einen hohen Alt- und Totholzanteil.
In das Waldgebiet sind kleinflächig überwiegend aus Fichten bestehende Nadelholzforste eingestreut. Im Süden liegen zwei brachgefallene Grünlandflächen innerhalb des Waldgebietes. Die Brilliter Teiche, zwei im Osten des Gebietes liegende, ehemalige Abbaugewässer, sind in das Naturschutzgebiet einbezogen. Die Abbaugewässer haben sich naturnah entwickelt. Sie sind teilweise von Rieden, Röhrichten und Sümpfen sowie von Wäldern umgeben.
Das Naturschutzgebiet ist Lebensraum einer artenreichen, teilweise gefährdeten Flora und Fauna. So stocken hier neben den vorherrschenden Baumarten Stieleiche, Traubeneiche, Rotbuche und Hainbuche u. a. Flatterulme, Stechpalme und Wildapfel. Weiterhin siedeln hier Sanikel, Bergfarn und Kleiner Baldrian. Die Bruchwälder werden in erster Linie von Esche und Schwarzerle gebildet. Hier siedeln u. a. Walzensegge und Sumpfdotterblume. Die Teiche beherbergen verschiedene Amphibien, darunter den Fadenmolch. Das Naturschutzgebiet ist Lebensraum verschiedener Fledermäuse. So sind hier Breitflügelfledermaus, Wasserfledermaus, Kleine Bartfledermaus, Zwergfledermaus und Braunes Langohr heimisch.
Durch das Naturschutzgebiet verlaufen mehrere Wege. Im Westen grenzt das Gebiet kleinflächig an die Bundesstraße 74, im Osten an die Bahnstrecke Bremervörde–Osterholz-Scharmbeck.